# Craniella elegans
Espèce
Craniella elegans est une espèce d'éponges de la famille des Tetillidae. La localité type se situe entre le sud de l'Inde et le Sri Lanka (Golfe de Mannar).